# いっせい
いっせい（ISSEI、本名：問田一誠（といたいっせい）、1999年8月6日- ）は、日本のショート動画クリエイター、TikToker、YouTuber。Collab Asia所属。TikTokのフォロワー数は約1200万人で、YouTubeのチャンネル登録者数は6000万人を超え、日本1位、世界48位である。
2014年7月にYouTubeチャンネルを開設し、2021年に動画投稿を開始した。ノンバーバル（非言語）のショート動画を中心に国内外で人気を獲得している。2023年にYouTubeの登録者が1000万人を突破し、2024年にはチャンネル登録者数が日本1位となり、2025年には5000万人を突破した。また、株式会社ISSEIの代表取締役である。

## 来歴
いっせいは、1999年8月6日に日本の東京都で生まれた。京華高等学校では野球部に所属。俳優を目指し、2019年に声優事務所に所属して俳優活動を開始した。その後、より早く知名度を高めるためにSNSでの活動に注力し、2019年からTikTokでの動画投稿を始めた。当初は日本国内向けに投稿していたが、非言語系の短尺動画が海外で拡散し、海外の視聴者が増加した。2022年6月にはTikTokのフォロワー数が1,000万人を突破した。
YouTubeチャンネルは2014年7月23日に開設されたが、動画投稿は2021年6月から始まった。2022年にはYouTubeチャンネルの総再生数で日本1位となった。2023年3月にはYouTubeの登録者が1000万人を突破した。2024年7月22日、登録者数が3740万人を突破し、日本で最もチャンネル登録者数が1位であったじゅんやの登録者数3690万人を超え、日本1位になった。2024年8月15日に登録者数が4000万人に突破し、2025年1月8日には登録者数が5000万人を突破した。これは日本のYouTubeで初めての5000万人を突破である。2025年6月現在、登録者は6000万人を超えている。

## 内容
動画はノンバーバル（非言語）が中心である。このような構成により、国内外を中心に人気を獲得している。

## 出演

### テレビ番組
- スクール革命!（2023年6月4日、日本テレビ）[12]

### CM
2019年
- ミサキクレア from girls 『フレンドシップNo.1 ケンカ篇』